# Pfälzische Krone

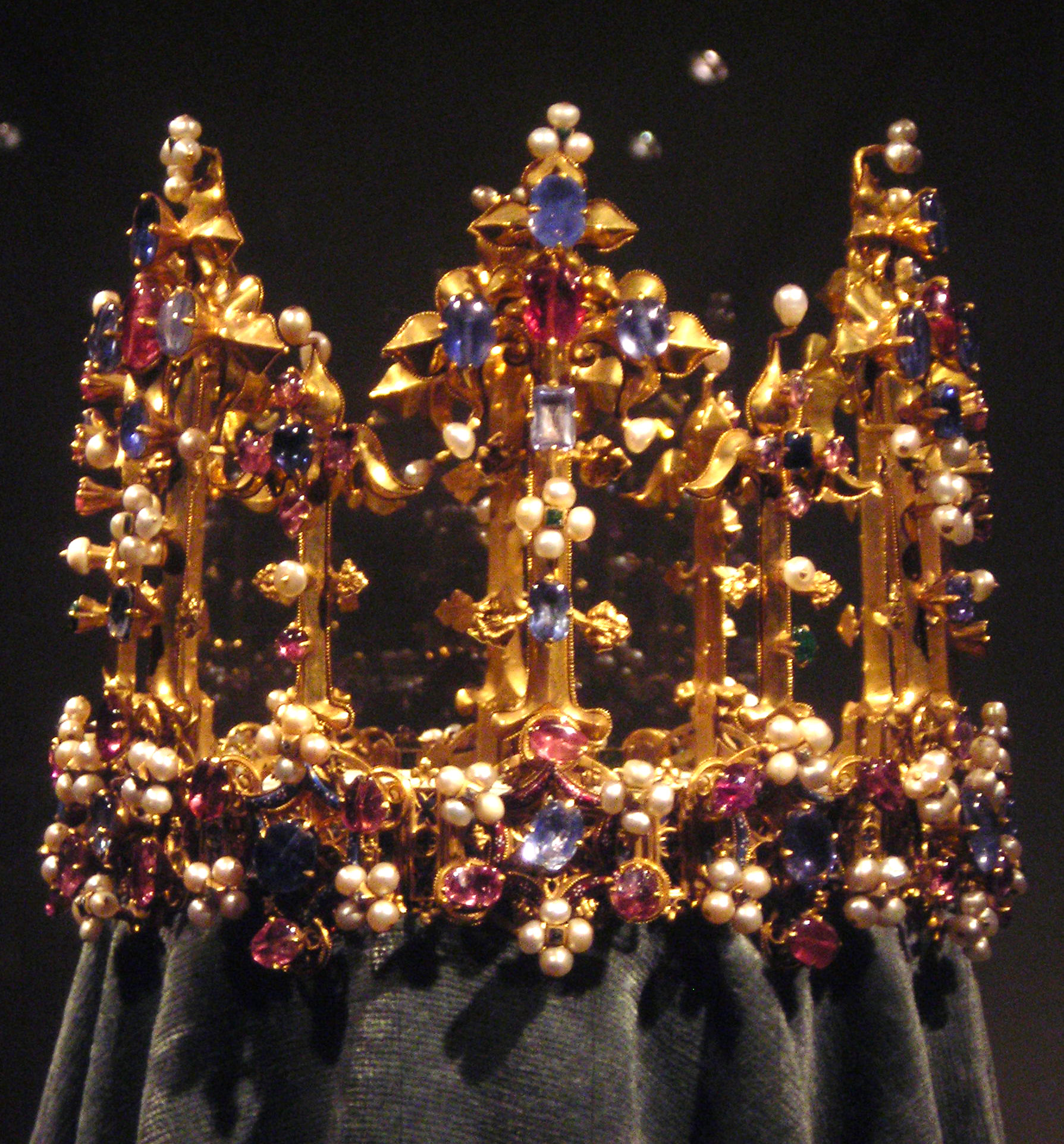
Die Pfälzische Krone

Die Pfälzische Krone, nach ihrer Herkunft öfter auch Böhmische Krone, ist eine gotische Frauenkrone aus dem Besitz des Hauses Wittelsbach, die sich heute in der Schatzkammer des Residenzmuseums München befindet.

## Beschreibung
Die goldene Krone besteht aus einem mit Perlen und Edelsteinen besetzten, schmalen Stirnreif, von dem aus in regelmäßigen Abständen 12 schlanke Zacken (abwechselnd je sechs kleinere und sechs größere) nach oben ragen. Die kleineren sind lilienförmig, die größeren haben die Form eines reich verzierten Kreuzes und sie tragen ebenfalls Perlen und Edelsteine. Bei den verarbeiteten Edelsteinen handelt es sich um Saphire, Rubine, Smaragde und Diamanten. Insgesamt sind die Zacken der Krone im Vergleich zum Reif auffällig hoch. Aus stilistischen Gründen lässt sich die Fertigung zwischen 1370 und 1380, in Frankreich bzw. durch einen französisch beeinflussten Goldschmied ansetzen.

## Geschichte

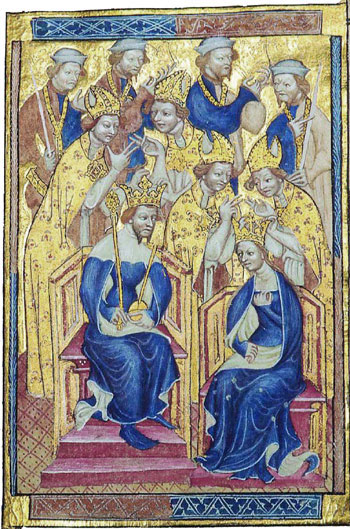
Königin Anne von Böhmen und ihr Gatte König Richard II. von England

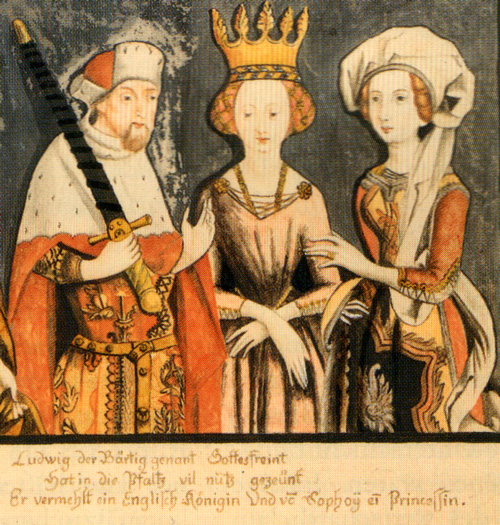
Kurfürst Ludwig III. mit seinen beiden Ehefrauen. Mittig, mit Krone, Blanca von England.

Man nimmt an, dass es die Brautkrone der englischen Königin Anne von Böhmen († 1394) ist. Sie war eine Tochter des römisch-deutschen Kaisers Karl IV. und heiratete 1382 den englischen König Richard II. Er wurde 1399 von seinem Nachfolger Heinrich IV. gewaltsam entthront. Anlässlich des Dynastiewechsels erstellte man damals eine Liste mit den vorhandenen Schätzen, in der diese Krone festgehalten und beschrieben ist.
Heinrich IV. Tochter Blanca von England (1392–1409) heiratete 1402 den Kurpfälzer Erbprinzen und späteren Kurfürsten Ludwig III., Sohn des deutschen Königs Ruprecht I. Bei dieser Heirat brachte Blanca von England die Krone als Mitgift aus ihrer Heimat mit. Blanca starb 1409, noch bevor ihr Gatte zur Regierung gelangte, ihr einziger Sohn Ruprecht der Engländer starb ebenfalls früh.
Die aus England stammende Krone kam in den Wittelsbacher Hausschatz zu Heidelberg und wurde seither als Pfälzische Krone bezeichnet. Nach der Vereinigung von Kurbayern und Kurpfalz, unter Kurfürst Karl Theodor, verbrachte man die Krone 1782 mit anderen Heidelberger Pretiosen in die Schatzkammer der Münchner Residenz, wo sie sich noch heute befindet.
Da der Diktator Oliver Cromwell in der Mitte des 17. Jahrhunderts alle englischen Kronjuwelen einschmelzen ließ, ist die Pfälzische Krone auch die älteste erhaltene englische Krone.
Es existiert ein zeitgenössisches Bild der Königin Anne von Böhmen, auf dem sie eine Krone mit niedrigem Reif und schlanken, hohen Zacken trägt; sie ähnelt in ihrem Erscheinungsbild deutlich der Pfälzischen Krone. Auch von Pfalzgräfin Blanca gibt es ein kontemporäres Porträt, auf dem sie eine Krone mit auffällig hohen Zacken trägt. Hierbei könnte es sich ebenfalls um eine ungenaue Abbildung der Pfälzischen Krone handeln.